# Andrei Georgijewitsch Wedernikow
Andrei Georgijewitsch Wedernikow (russisch Андрей Георгиевич Ведерников; * 1. September 1959 in Ischewsk; † 29. Februar 2020) war ein sowjetischer Radrennfahrer.

## Sportliche Laufbahn
Wedernikow (für dessen Namen es verschiedene Schreibweisen gibt: Vedernikov, Vedernikow) hatte seinen ersten Sieg im Ausland, der Carrera Transpeninsular, einer Rundfahrt des nationalen Radsportkalenders von Mexiko (Transpeninsular-Tour) 1980, wobei er mehrere Etappen gewann. Auch in der Jugoslawien-Rundfahrt (Kroz Jugoslavija) siegte er bei zwei Tagesabschnitten und wurde Zweiter des Gesamtklassements. Im Jahr zuvor war er bereits Dritter in der Slowakei-Rundfahrt geworden. 1981 gewann Wedernikow die Straßenweltmeisterschaft der Amateure. Er war nach Sergei Suchorutschenkow der zweite Sowjetbürger, der das Straßenrennen bei einer UCI-Weltmeisterschaft gewinnen konnte. Weil er noch unbekannt war, galt sein Klub-Kamerad, Sergei Nikolajewitsch Suchorutschenkow, der 1980 bei den Olympischen Spielen die Goldmedaille gewann, als Favorit auf diesen Titel.
Wedernikow hatte seine besondere Stärke in Rundfahrten. 1981 siegte Wedernikow auch bei der Slowakei-Rundfahrt, ohne eine Etappe gewonnen zu haben. Dazu kamen Etappenerfolge in der Kuba-Rundfahrt, der Sotchi-Rundfahrt, der Tour of Britain (hier gewann er auch die Bergwertung) und der Tour de l’Avenir. In der Rheinland–Pfalz–Rundfahrt 1982 wurde er Zweiter. In der Italien-Rundfahrt für Amateure, dem Giro Ciclistico d’Italia, gewann er eine Etappe. 1985 ging er aus der UdSSR-Rundfahrt als Sieger hervor, nachdem er im Vorjahr bereits Zweiter geworden war. Mit dem Sieg in diesem Etappenrennen wurde er zugleich nationaler Meister im Etappenfahren. Die Vuelta a España 1985 bestritt er mit der sowjetischen Nationalmannschaft, die mit einer Sondergenehmigung der Union Cycliste International (UCI) an dem Etappenrennen teilnehmen konnte. 1990 gewann er einen Abschnitt der Ronde de l’Isard.
Wedernikow wurde von Wiktor Kapitonow im Armeeklub SKA Kuibyschew trainiert.

## Ehrungen
Nach der Weltmeisterschaft 1981 wurde er mit dem Titel Verdienter Meister des Sports ausgezeichnet.